# Bestia (La bella e la bestia)
La Bestia è uno dei protagonisti della fiaba popolare La bella e la bestia.
La Bestia è descritta spesso come una figura antropomorfa dall'aspetto ferino, ricoperta da una folta pelliccia e, in alcune versioni, con la testa di animale come può essere quella di un cinghiale (vedi le illustrazioni di Walter Crane e di Warwick Globe); alcuni studiosi ritengono che l'aspetto fisico della Bestia possa trarre ispirazione da quello di Petrus Gonsalvus, nobile spagnolo, e contemporanee a lui troviamo le prime attestazioni del racconto (nel XVI secolo).

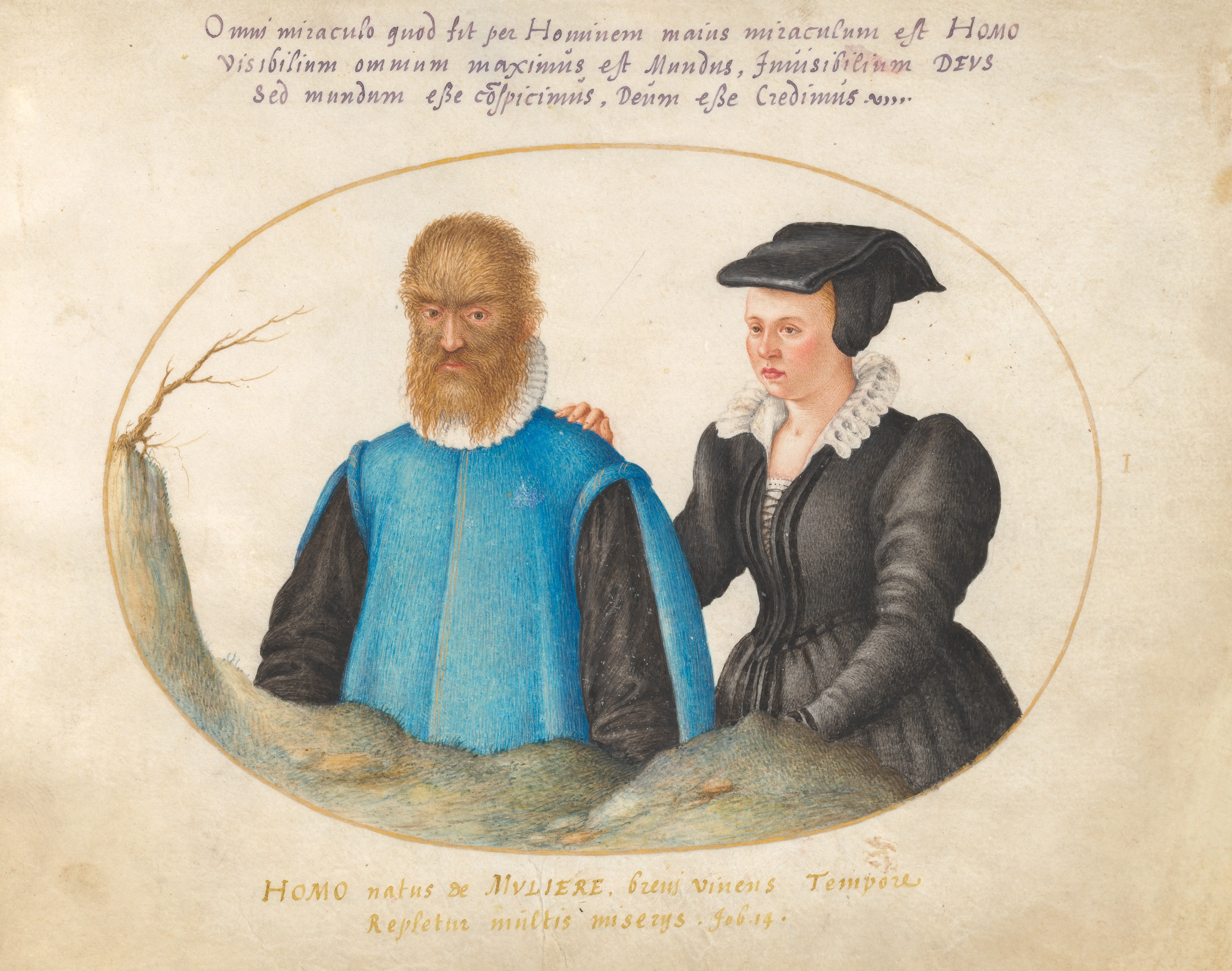
Petrus Gonsalvus e sua moglie Catherine.

## Adattamenti

### Cinema
- Beauty and the Beast (1912): interpretato da Phillips Smalley
- La bella e la bestia (1920): interpretato da Guido Marcianò
- La bella e la bestia (La Belle et la Bête) (1946): interpretato da Jean Marais, doppiato in italiano da Giulio Panicali (doppiaggio del 1947) e Michele Kalamera (ridoppiaggio)
- Beauty and the Beast (1962): interpretato da Mark Damon
- Bella e la bestia (Beauty and the Beast) (1976): interpretato da George C. Scott, doppiato in italiano da Maurizio Trombini[senza fonte]
- Il fiore scarlatto (Alenkiy tsvetochek) (1977): interpretata da Aleksandr Abdulov, doppiato in italiano da Alberto Mancioppi
- Giulia e il mostro (Panna a Netvor) (1978): interpretata da Vlastimil Harapes
- La bella e la bestia (Beauty and the Beast) (1987): interpretato da John Savage, doppiato in italiano da Roberto Pedicini
- La bella e la bestia (Beauty and the Beast) (1991), doppiato da Massimo Corvo
- Beauty and the Beast (Blood of Beasts) (2005): interpretato da David Dukas
- Beastly (2011): interpretato da Alex Pettyfer, doppiato in italiano da Andrea Mete
- Die Schöne und das Biest (2012): interpretato da Maximilian Simonischek
- La bella e la bestia (La belle et la bête) (2014): interpretato da Vincent Cassel, doppiato in italiano da Roberto Pedicini
- La bella e la bestia (Beauty and the Beast) (2017): interpretato da Dan Stevens, doppiato in italiano da Andrea Mete (dialoghi) e da Luca Velletri (canto).

### Televisione
- Nel regno delle fiabe (Shelley Duvall's Faerie Tale Theatre) (1984): interpretata in un episodio da Klaus Kinski
- Le fiabe son fantasia (Grimm Meisaku Gekijou) (1987): doppiato in italiano da Pietro Ubaldi
- La bella e la bestia (Beauty and the Beast) (1987): interpretato da Ron Perlman, doppiato in italiano da Raffaele Uzzi
- Le fiabe più belle (Anime Sekai no Dowa) (1995): doppiato in originale da Yuusaku Yara e Ryou Horikawa, in italiano da Pietro Ubaldi e Luca Semeraro
- Simsalagrimm (Simsala Grimm) (2010)
- C'era una volta (2011): interpretato da Robert Carlyle, doppiato in italiano da Alberto Bognanni
- Beauty and the Beast (2012): interpretato da Jay Ryan, doppiato in italiano da Fabio Boccanera
- La bella e la bestia (2014): interpretato da Alessandro Preziosi
- Descendants (2015): interpretato da Dan Payne
- Regal Academy (2016)
- Ever After High - Epic Winter (2016)
- Descendants 2 (2017): interpretato da Dan Payne
- Descendants 3 (2019): interpretato da Dan Payne